# Radio Ariel
Radio Ariel fue una emisora de radio uruguaya.

## Historia
Fue adquirida en 1936 por el político Luis Batlle Berres, quien la convirtió en un medio de comunicación del Partido Colorado. Junto con el diario Acción, radio Ariel se convirtieron en plataformas de rivalidad de la Lista 15 con los hermanos Batlle Pacheco, propietarios del diario El Día. Al fallecer Batlle Berres, asumió la dirección su hijo Jorge Batlle Ibáñez. Heber Pinto adquirió la radio en 1966, rebautizándola Radio Continente.
Entre los periodistas se destacaron Juan Francisco González Hernández, Matilde Ibáñez Tálice y Lois Tobío Fernández. El ámbito deportivo estuvo representado por Heber Pinto, Jorge da Silveira, Víctor Hugo Morales y Amadeo Ottati. Un locutor notable fue Homero Rodríguez Tabeira. En lo artístico brillaron los actores de voz Antonio Nípoli y Alfredo Venditto. Un naciente Roberto Rodríguez Luna hizo aquí su debut musical. Además, los estudios de la radio se utilizaron para grabaciones musicales, como canciones de Los Mockers o Canta Zitarrosa.